# تپه سینه‌ور
تپه سینه‌ور مربوط به دوره اشکانیان - دوره ساسانیان است و در شهرستان سرآب، بخش مرکزی، دهستان حومه، ۱ کیلومتری شمال روستای هریس واقع شده و این اثر در تاریخ ۶ اسفند ۱۳۸۵ با شمارهٔ ثبت ۱۷۵۲۰ به‌عنوان یکی از آثار ملی ایران به ثبت رسیده است.